# Dukuchhap
Dukuchhap – gaun wikas samiti w środkowej części Nepalu w strefie Bagmati w dystrykcie Lalitpur. Według nepalskiego spisu powszechnego z 2001 roku liczył on 480 gospodarstw domowych i 2501 mieszkańców (1261 kobiet i 1240 mężczyzn).